# 임세주
임세주(1991년 5월 20일 ~ )는 대한민국의 가수이자 배우이다.

## 학력
- 명지전문대학 실용음악과 휴학

## 생애
가수가 되고 싶어, 17세 때 고등학교를 자퇴하고 오디션을 보러 다녔다. 자퇴하고 몇 개월 후 고등학교 졸업학력 검정고시에 합격했다.
2011년 싱글을 내고, 가수 데뷔하였다.
명지전문대학 실용음악과 휴학 중이다. 현재, 연예 소속사는 스토리제이컴퍼니이다.

## 활동
해오라라는 예명을 쓰고 있다. 영문으로는 HeOra 혹은 He O. Ra에 해당한다. 해오라라는 예명은 해오라비라는 난초 이름에서 따왔다. 해오라비는 "꿈에서도 당신을 보고 싶다"라는 꽃말을 가지고 있는데, 이것이 좋아 예명으로 정했다.
가수 데뷔 전, 한 때 쇼핑몰 피팅 모델을 하였다. 가수 활동에 필요한 악기와 장비를 혼자 힘으로 마련하고자 잠시 아르바이트를 한 것이었다.
2008년 드라마《베토벤 바이러스》 OST 및 2009년 KBS 드라마 《천하무적 이평강》 OST에 참여하였다.

### Love Love Love
2011년 5월 18일 디지털 싱글 〈Love Love Love〉를 발매하였다. 재즈의 느린 스윙을 기반으로 한 어쿠스틱 복고 사운드의 미디엄 템포 곡이다. 해오라는 도입부에서 드럼 진행을 배제하고 리듬을 마디마디 끊으며 대화하듯 노래 불렀다.

## 음반
- 《Love Love Love》 (2011년)

OST
- 《해를 품은 달 OST》 (2012년)
- 《베토벤 바이러스 OST》 (2008년)
- 《무방비도시 OST》 (2008년)

## 출연작

### 영화
- 《왓칭》 (2019년) - 민희 역
- 《장수상회》 (2015년) - 최양 역

### 드라마
- 《지옥에서 온 판사》 (2024년, SBS) - 배지영 역
- 《살인자ㅇ난감》 (2024년, Netflix) - 최경아 역
- 《마에스트라》(2023년, tvN) - 황 실장 역
- 《좀비탐정》 (2020년, KBS2) - 김보라 역
- 《메모리스트》(2020년, tvN) - 이슬비 역
- 《국민 여러분!》 (2019년, KBS2) - 유희진 역
- 《하나뿐인 내편》 (2018년, KBS2) - 유진 역
- 《마더》 (2018년, tvN) - 젊은 홍희 역
- 《황금빛 내 인생》 (2017년, KBS2) - 김소진 역
- 《하백의 신부 2017》 (2017년, tvN) - 낙빈 역
- 《우리 갑순이》 (2016년, SBS) - 최하수의 여자친구 역
- 《캐리어를 끄는 여자》 (2016년, MBC) - 나미선 역
- 《별난 가족》 (2016년, KBS1) - 윤이나 역
- 《그녀는 예뻤다》 (2015년, MBC) - 이은영 역
- 《두번째 스무살》 (2015년, tvN) - 어린 라윤영 역
- 《운명처럼 널 사랑해》 (2014년, MBC) - 수현 역
- 《12년만의 재회: 달래 된, 장국》 (2014년, JTBC) - 소라 역